# ヴァリュ・ベネデク
ヴァリュ・ベネデク（Benedek Varju、2001年5月21日 - ）は、ハンガリー・ジェール出身のサッカー選手。MTKブダペストFC所属。ポジションはDF。

## クラブ経歴
2009年に地元クラブであるジェールETO FCの下部組織に入団すると、トップチーム昇格前にMTKブダペストFCへと移った。2019年2月2日、ネムゼティ・バイノクシャーグIのパクシュFC戦にてトップチームデビュー。